# Marcel Maxa
Marcel Maxa (* 20. října 1974 Plzeň) je bývalý český alpský lyžař, který závodil v letech 1993–2000.
Startoval na ZOH 1998, kde se v obřím slalomu umístil na 29. místě. Závod ve slalomu nedokončil, v kombinaci byl diskvalifikován. Zúčastnil se světových šampionátů v letech 1997 a 1999, jeho nejlepším výsledkem bylo 24. místo ve slalomu na MS 1999. V roce 2000 se stal mistrem České republiky ve slalomu.